# Le Jour de la bête
Pour plus de détails, voir Fiche technique et Distribution.
Le Jour de la bête (El día de la bestia) est un film de Noël italo-espagnol réalisé par Álex de la Iglesia, sorti en 1995, qui a fait de lui l'un des cinéastes les plus en vue du cinéma espagnol : entre autres récompenses, il a ainsi obtenu le prix Goya du meilleur réalisateur de l’année 1995 pour ce film.

## Synopsis
Le prêtre Ángel Beriartúa a décodé l'Apocalypse de Jean et est parvenu à déterminer le jour de la naissance de l'Antéchrist. Selon ce message, l'Antéchrist naîtra le 25 décembre 1995 à Madrid, où débute une vague de vandalisme et de criminalité.
En revanche, il ignore tout du lieu où il viendra au monde. Convaincu qu'il faut arrêter cette naissance satanique, le prêtre se joint à un fan de death metal, José Maria (Santiago Segura), pour essayer, par tous les moyens, de trouver où l'événement aura lieu. Il va donc tout mettre en œuvre pour le découvrir, en cherchant à s'attirer les faveurs du Diable. Dans un Madrid survolté, il va s’efforcer d'obtenir la collaboration du "professeur Cavan", un charlatan vedette d'une émission de télévision.

## Fiche technique
- Titre : Le Jour de la bête
- Titre original : El día de la bestia
- Réalisation : Álex de la Iglesia
- Scénario : Álex de la Iglesia et Jorge Guerricaechevarria
- Production : Claudio Gaeta, Andrés Vicente Gómez, Antonio Saura et Fernando de Garcillán
- Budget : 1,5 million de dollars
- Musique : Battista Lena
- Photographie : Flavio Martínez Labiano
- Montage : Teresa Font
- Décors : José Luis Arrizabalaga et Arturo García Biaffra
- Costumes : Estíbaliz Markiegi
- Pays de production : Espagne, Italie
- Format : couleurs - 1,85:1 - Dolby - 35 mm
- Genre : comédie horrifique
- Durée : 103 minutes (1h43)
- Date de sortie : 
  - Canada : 15 septembre 1995 (festival de Toronto)
  - Espagne : 20 octobre 1995 (Espagne)
  - France : 23 juillet 1997 (France)
- Film interdit aux moins de 12 ans lors de sa sortie en France

## Distribution
- Álex Angulo (VF : Henri Courseaux) : le curé Ángel Beriartúa
- Armando De Razza (VF : Daniel Beretta) : le professeur Cavan
- Santiago Segura (VF : José Luccioni) : José María
- Terele Pávez (VF : Michèle Bardollet) : Rosario
- Nathalie Sesena (VF : Catherine Hamilty) : Mina
- Maria Grazia Cucinotta (VF : Ivana Coppola) : Susana

## Récompenses
Le film obtint le grand prix du jury au Fantastic'Arts en 1996, ainsi que le prix Goya des meilleurs effets spéciaux.